# Demande, et tu recevras
Demande et tu recevras  paru en 2015, aux éditions Monsieur Toussaint Louverture, est la traduction d'une œuvre de fiction écrite par Sam Lipsyte en 2010. 
Paru aux éditions Farrar, Straus and Giroux sous le titre The Ask, l'ouvrage raconte l'histoire de Milo Burke, quadragénaire bedonnant qui, bien qu'assez brillant intellectuellement, se retrouve à accumuler les échecs, familiaux comme professionnels.

## Résumé
Sam Lipsyte nous plonge dans la vie étriquée de Milo Burke, petite quarantaine, petite bedaine, marié et papa gâteau, dont les ambitions de peintre se sont dissoutes dans les compromissions ordinaires. Milo vient de perdre son emploi de chasseur de mécènes au sein d’une université de seconde zone. Il peut le récupérer, à condition de se plier aux exigences d’un vieil ami qui, lui, a fait fortune.
À travers ce roman satirique et mordant, se dessine le portrait d’un raté, de ceux qui doivent encaisser tous les échecs et enchaîner toutes les désillusions,.

## Analyse

### Style
On y retrouve le sens l'humour et le style ciselé propres à Sam Lipsyte,,. Celui-ci prête une attention toute particulière à l'écriture, comme il le déclare dans une interview :

« J’avais un prof qui nous a dit un jour : Si vous voulez écrire de la fiction, vous devriez ne lire que de la poésie. J’ai toujours été fasciné par les auteurs qui attachent de l’importance au phrasé et qui travaillent dans ce sens. J’ai toujours dit que je détestais écrire, mais que j’adorais remanier le texte. Le langage, c’est très important pour moi. De même que la drôlerie ou l’horreur qui peuvent en découler. »

### Propos
L'ouvrage est une critique aiguë de l'Amérique, autant que celle des rêveurs qu'elle engendre, :

« L’Amérique n’était plus qu’une vieille mère maquerelle en fin de vie. Qu’était donc devenue cette grande nation qui avait pris d’assaut les plages de Normandie, fait la nique aux Soviets et inondé les marchés émergents d’une génération pleine de promesses ? À présent cirrhotique et édentée, la grand-mère patrie sifflait sa pinte de Mad Dog seule au fond du bar, fixant le vide de ses yeux jaunâtres et humides – une proie facile pour les jeunes loups aux dents longues. »

Malgré cela, Sam Lipsyte montre qu'il y a une vie même hors des chemins escarpés de la réussite,,,.